# 明楼街道
明楼街道，是中华人民共和国浙江省宁波市鄞州区下辖的一个乡镇级行政单位。因境内原有明朝建成的二十四间走马楼而得名:224。

## 历史
唐朝时属鄮县万龄乡，宋朝时属鄞县老界乡赤城里，元朝时属甬东隅，明时属老界乡赤城里，清朝时属东安乡白檀里，1935年鄞县江东镇，1949年属江东区，原为东胜街道的一部分，1984年5月以惊驾路为界以北区块设立铁锚街道，1997年1月更名为明楼街道:224、227:51，2016年9月划归鄞州区管辖。

## 行政区划
明楼街道下辖以下地区：
庆丰社区、惊驾社区、东海社区、徐戎社区、明北社区、明南社区、明东社区、徐家社区、朝晖社区和常青藤社区。